# Agentschap Wegen en Verkeer
Agentschap Wegen en Verkeer (în română Agenția pentru Drumuri și Trafic), prescurtat AWV, este o companie a Guvernului Flamand însărcinată cu managementul și întreținerea rețelei rutiere din Regiunea Flamandă a Belgiei. Fiecare din cele trei regiuni ale Belgiei deține o astfel de agenție.
Agenția a fost înființată sub numele de Agentschap Infrastructuur (în română Agenția pentru Infrastructură) printr-o hotărâre a Guvernului Flamand din 7 octombrie 2005, care a intrat în vigoare pe 1 aprilie 2006. Înainte de reforma administrației flamande din 2006, activitatea competentă în domeniu era Administrația Drumuri și Trafic din cadrul Ministerului Comunității Flamande. Printr-un decret din 14 noiembrie 2007, Agentschap Infrastructuur a fost redenumită AWV.
Agenția răspunde în fața Ministerului Flamand al Mobilității și Lucrărilor Publice. Din 2014, ministrul flamand al Lucrărilor Publice este Ben Weyts.
Agenția are câte un departament în fiecare provincie flamandă, un departament Electromecanică și Telematică având birouri în Gent și Antwerpen, precum și trei departamente centrale situate în Bruxelles: „Planning și Coordonare”, „Expertiza Traficului și Telematică” și „Ingineria Drumurilor”.
AWV s-a implicat de-a lungul timpului în lucrări complexe precum Proiectul Gent-Sint-Pieters, o investiție având drept scop reamenajarea și modernizarea gării Gent-Sint-Pieters. Alte proiecte majore sunt completarea secțiunilor lipsă din Noord-Zuid Kempen (așa-numita legătură nord-sud), precum și investiția Noorderlijn din Antwerpen.